# Lorenza
Lorenza ist ein italienischer und spanischer weiblicher Vorname. Lorenza ist eine weibliche Form der männlichen Vornamen Lorenzo und Lorenz und ursprünglich abgeleitet von Laurentius. Eine Variante des Namens ist Lourença.

## Namensträgerinnen
- Lorenza Böttner (1959–1994), deutsche Künstlerin
- Pilar Lorenza Garcia (1928–1996), spanische Opernsängerin, siehe Pilar Lorengar
- Lorenza Guerrieri (* 1944), italienische Schauspielerin
- Lorenza Izzo (* 1989), chilenische Schauspielerin, Journalistin und Model
- Lorenza Mazzetti (1927–2020), italienische Regisseurin und Autorin
- Lorenza Mondada (* 1963), Schweizer Hochschullehrerin und Linguistin
- Lourença Nunes Correia (1773/75/71 – nach 1831), spanische oder portugiesische Opernsängerin